# Керацкое
Керацкое — пресноводное озеро на территории Великогубского сельского поселения Медвежьегорского района Республики Карелии.

## Общие сведения
Площадь озера — 1,9 км², площадь водосборного бассейна — 61 км². Располагается на высоте 54,6 метра над уровнем моря.
Форма озера овальная. Берега несильно изрезанные, каменисто-песчаные, преимущественно заболоченные.
С северо-западной стороны озера берёт начало река Путкозерка, впадающая в Путкозеро. Из последнего вытекает река Путка, впадающая в Повенецкий залив Онежского озера.
Ближе к восточному берегу озера расположен один небольшой остров без названия.
К югу от озера проходит просёлочная дорога.
Населённые пункты вблизи водоёма отсутствуют.
Код объекта в государственном водном реестре — 01040100611102000018602.